# Arklimästare
Arklimästare var fram till 1824 beteckning för en underofficer av lägsta befälsgrad vid den svenska örlogsflottans artilleristat.
Inom flottan var arkli den aktersta delen av linjeskeppens kanondäck eller batteri. Arklimästaren lydde under konstapeln.